# Hindi
Hindi (hindi: हिन्दी, ibland हिंदी) är det mest talade språket i Indien och ett av världens största språk. Hindi talas mestadels i norra och centrala Indien. Det är det viktigaste officiella språket. Hindi utgör del av ett dialektkontinuum inom de indoariska språken, avgränsat i nordväst och väst av punjabi, sindhi och gujarati, i söder av marathi, i sydöst av oriya, i öster av bengali och i norr av nepali.
Hindi syftar också på en standardiserad stilart av hindustani, benämnd Khari boli, som uppstod som standarddialekten av hindi.
Hindi kontrasteras ofta med urdu, en annan standardiserad form av hindustani som är det officiella språket i Pakistan. De huvudsakliga skillnaderna mellan dessa två är att standardhindi skrivs med devanāgarī och har tagit upp ord från sanskrit i sitt ordförråd, medan urdu skrivs med en variant av det arabiska alfabetet, och har hämtat en del lånord från persiska och punjabi. Bortsett från dessa skillnader, dock, brukar lingvister räkna hindi och urdu som samma språk.

## Utbredning

### Område
Hindi är det största språket i staterna och unionsterritorierna Himachal Pradesh, Delhi, Haryana, Uttar Pradesh, Madhya Pradesh, Bihar, Uttarakhand, Jharkhand, Rajasthan och Chattisgarh. Utanför dessa områden talas hindi i stor utsträckning i städer som Bombay, Chandigarh, Ahmedabad, Calcutta, Bangalore och Hyderabad, som alla har egna inhemska språk men som har stora befolkningsgrupper från andra delar av Indien.
Lokala varieteter av hindi räknas som minoritetsspråk i flera länder, däribland Fiji, Mauritius, Guyana, Surinam, Sydafrika och Trinidad och Tobago.

### Antal talare
Hindi är ett av de största språken i världen, på grund av Indiens stora befolkning. Enligt Indiens folkräkning från 1991 (som innefattar alla hindidialekter, däribland sådana som kan anses vara särskilda språk av språkforskare, till exempel bhojpuri), är hindi modersmål för omkring 337 miljoner indier, eller omkring 40 % av Indiens dåvarande befolkning. Enligt SIL Internationals Ethnologue, uppfattar omkring 180 miljoner människor i Indien standardhindi (Khari Boli) som sitt modersmål. Utanför Indien utgör hinditalare omkring 8 miljoner personer i Nepal, 890 000 i Sydafrika, 685 000 i Mauritius, 317 000 i USA, 233 000 i Jemen, 147 000 i Uganda, 30 000 i Tyskland, 20 000 i Nya Zeeland och 5000 i Singapore. Även Storbritannien och Förenade arabemiraten har betydande grupper hinditalare. Enligt SIL ethnologue (data för 1999) är hindi/urdu det femte mest talade språket i världen. Enligt Comerie (data för 1998) är hindi-urdu det näst mest talade språket i världen, med 330 miljoner modersmålstalare.
På grund av hindis nära likhet med urdu kan talare av de två språken vanligen förstå varandra, om båda sidor avstår från att använda specialiserat ordförråd. Urdu har lånord från persiska, turkiska och arabiska. Hindi har lånord från sanskrit. Språkforskare räknar dessa språk som delar av samma språkliga diasystem. Hindi och urdu är dock sociopolitiskt olika, och personer som beskriver sig själva som urdutalande skulle ifrågasätta att bli räknade som modersmålstalare av hindi och vice versa.
I vissa fall kan de båda ha svårt att förstå varandra. Till exempel kan inte Pakistans nationalsång förstås av indier.

## Historia

### Före kolonialtiden
Hindi utvecklades från sanskrit, via de medelindoariska prakritspråken och Apabhramsha under medeltiden. Det finns ingen konsensus om någon bestämd tidpunkt då de moderna nordindiska språken som hindi framträdde, men cirka år 1000 e.Kr. är vanligen accepterad. Över nästan tusen år av muslimskt inflytande, som då muslimska härskare styrde över stora delar av norra Indien under Mogulriket, upptog hindi många persiska och arabiska lånord.
Då muslimerna från början av 700-talet fattade fast fot i Indien, blev persiskan deras officiella språk. Den inhemska indiska prakritdialekten, bhakha ("landsmålet"), påverkades, i synnerhet i städerna, av persiskan.
På 1400-talet inträngde mongolerna i Indien, och 1526 grundlades deras välde definitivt av sultan Babur. Från denna tid räknar man, att det indiska landsmålet gradvis undanträngde persiskan och blev det rådande språket inom de härskande (muslimska) klasserna. Detta hade emellertid själv blivit så starkt påverkat av persiskan och därigenom även av arabiskan, att det framträdde som ett nytt indomuslimskt språk och fick efter det kejserliga hovet eller "lägret" (urdu), varifrån det framgått, namn avseban-i-urdu,
"lägerspråket", eller helt enkelt urdu. Men bland den stora massan av befolkningen och i de bildade kretsar, som höll sig främmande för muslimskt inflytande, bibehöll sig det indiska landsmålet, nu kallat hindi, renare och utvecklade sig, om än ej i samma grad som det förnämare urdu. Sålunda uppstod två riktningar inom samma språks utveckling, och denna skillnad har fortgått ända till våra dagar.

Hindi skrivet med devanagari.

### Hindi efter 1857
Ända till tiden för det stora indiska upproret (1857) var urdu i alla avseenden (språkets tidiga utbildning och elegans, författarnas talrikhet, de litterära alstrens betydenhet och spridning) sin rival avgjort överlägset, men från denna tid har en strid pågått för att rena det ursprungliga hindi, khari boli, "det rena språket", från alla främmande tillsatser och ersätta de persiska lånorden med sanskritiska. Fastän denna purism ofta gått mycket långt, då de oförmedlat upptagna sanskritorden är för den stora massan av befolkningen mera obegripliga än de sedan århundraden gängse persiska orden, så har dock både den allmänna meningen och de administrativa myndigheterna understött detta nationella strävande. Britterna medverkade förut på allt sätt till att i de nya provinserna urdu trädde i stället för persiskan, som var de inhemska hovens, diplomatins och det finare umgängets språk, liksom det ännu i dag bland muslimer från alla delar av Indien spelar samma roll som franskan i Europa.

### Standardhindi
Efter Indiens självständighet arbetade Indiens regering på att standardisera hindi, och införde de följande förändringarna: 
- standardisering av hindis grammatik: 1954 upprättade regeringen en kommitté för att utarbeta en hindigrammatik. Kommitténs rapport publicerades 1958 som "A Basic Grammar of Modern Hindi"
- standardisering av hindis stavning
- standardisering devanagariskriften av utbildnings- och kulturministeriets centrala hindidirektorat för att åstadkomma enhetlighet i skrift och förbättra utformningen av vissa devanagaritecken.
- vetenskaplig metod att transkribera devanagariskriften
- införande av diakritiska tecken för att uttrycka ljud från andra språk.

## Skillnader mellan hindi och urdu
Termen urdu uppkom 1645. Till dess, och även efter 1645, användes termen hindi (som bokstavligen betyder språket i Hind, det vill säga Indien) eller hindustani i allmän betydelse för dialekterna i nordvästra Indien.
Efter ghaznavidernas erövring av Sydasien där man talade dialekten khari boli kom språket att influeras av andra dialekter från den norra delen av den indiska subkontinenten och det kom en massiv tillströmning från de persiska, turkiska och arabiska ordförråden, samt meningar och ordbildningar från dessa språk. Språket kom att kallas Zaban-e-Urdu-e-Mualla, senare urdu. Inom rättsväsendet använder man persiska ännu idag i Pakistan. Språket växte när persisk- och turkisktalande soldater beblandades med ursprungsbefolkningen.
Lånorden inom urdu består av 70 procent persiska ord. Resten av dem är en blandning av arabiska och turkiska ord. Men det finns också spår av franska, portugisiska och nederländska i urdu. Språket har berikats till största delen genom lånord från persiska, dari, tadzjikiska, arabiska, turkiska, grekiska, arameiska, pashto, baluchiska, kurdiska och armeniska. Det finns också en hel del lånord från chagatai (tjagataiska), portugisiska, grekiska, och på senare tid engelska. Grekiskan har influerat många språk i Pakistan under Alexander den stores tid, urdu är bland de språken. Även om urdu består av 70% persiska, så har även turkiska haft kraftigt påverkan på urdu även det.
Urdu har sedan början nära koppling till persiska och dari när det gäller litteratur och poesi. Dessa språk kan förstås av varandra och kallas för Rekhta (Rekhti) i poesins värld. Persiska talades i nuvarande Pakistan i flera sekler och hade hög status. Det var erkänt officiellt språk av landets befolkning. Både innan och efter Islam nådde riket. Ända tills Pakistan bildades och britterna gav urdu (med engelskan) status som officiellt språk av landet. Därav är det bara 7 procent av landets befolkning som har urdu som modersmål. Eftersom det bor olika folkslag och att det talas olika språk i Pakistan, så kommunicerar man genom urdu nu istället för persiska och dari. I Afghanistan talar 7 procent av befolkningen urdu. Urdu talas även i Förenade arabemiraten, Qatar, Bahrain, och Oman.
I vissa fall klassas urdu bland Iranska språk. Urdu har sina rötter från persiska, turkiska och arabiska. Urdu skrivs med persisk-arabiska alfabetet. Hindi har sina rötter från sanskrit och skrivs med devangari. Därför är de två helt olika språk.
Det finns två grundläggande skillnader mellan standardurdu och standardhindi som gör att de bedöms som två olika språk: 
- källan till inlånat ordförråd (persiska och arabiska för urdu och sanskrit för hindi), och
- det skriftsystem som används för att skriva dem (en variant av det persisk-arabiska alfabetet för urdu och en variant av devanagari för hindi).

I vardagligt tal och lingvistiskt sett är åtskillnaden mellan urdu och hindi i det närmaste meningslös. Detta är fallet i en stor del av norra delen av Indiska halvön, i de fall varken lärt ordförråd eller skrift används. Utanför Delhidialektens område kan ordet hindi syfta på den lokala dialekten, som kan skilja sig mycket från både hindi och urdu.
Ordet hindi används på många olika sätt, och sammanblandning av dessa är en av de huvudsakliga orsakerna till att urdus identitet är omstridd. Några användningar av ordet är:
1. standardiserad hindi som den lärs ut i skolor runtom i Indien,
2. formell eller officiell hindi som det förespråkades av Purushottam Das Tandon och inrättades av Indiens regering efter självständigheten, med stark påverkan av sanskrit,
3. de talade dialekterna av hindustani/hindi-urdu som de talas i stora delar av Indien och Pakistan,
4. den neutraliserade form av språket som används i TV och filmer, eller
5. den mer formella neutraliserade form av språket som används i nyhetssändningar och tryckta nyhetstexter.

Hindi används ofta som samlande begrepp för de språkvarieteter i det nordindiska dialektkontinuumet som inte är erkända som särskilda språk skilda från språket i Delhiområdet. Rajasthani, bihari och chhatisgarhi räknas ibland som egna språk, men anses ofta vara dialekter av hindi. Många andra lokala språkvarieteter, såsom bhilispråken, som inte har någon distinkt identitet definierad av en etablerad litterär tradition, bedöms ofta som dialekter av hindi. Gränserna för hindi har alltså inte mycket att göra med ömsesidig förståelse, utan beror i stället på sociala uppfattningar om vad som utgör ett språk.
Den andra användningen av ordet hindi är som beteckning för standardhindi, khari boli-stilarten av Delhidialekten av hindi (hindustani) med dess direkta lånord från sanskrit. Standardurdu är också en standardiserad form av hindustani. Ett sådant förhållande, med två standardiserade varianter av vad som i stort sett är ett språk kallas ett diasystem.
Urdu kallades tidigare Zabān-e-Urdū-e-Mu’allah, bokstavligen "Lägrets sköna språk". Tidigare användes termerna hindi och urdu omväxlande även av urdupoeter som Mir och Mirza Ghalib under början 1800-talet.
En skillnad mellan de bägge språkriktningarna är deras olika prosodi: hindis är liksom sanskrits byggd på hemistika med lika' många stavelser (vritta), men har dock även upptagit rimmet (tuk); urdu har däremot upptagit och lyckats på hindi tillämpa nästan alla de talrika arabiska på rytm och rim byggda versmåtten.

## Dialekter
Hindi i den bredare bemärkelsen (tidigare benämnt "hindustani", numera ofta kallat "hindi-urdu") är ett dialektkontinuum utan klara gränser. Till exempel anses både nepali och punjabi ibland vara hindi (grundat på den höga nivån av ömsesidig förståelighet), men de anses oftare vara särskilda språk. Hindi indelas ofta i västhindi och östhindi, och dessa har i sin tur vidare indelningar. Det följande är en lista över viktigare hindidialekter. Fetstil anger dem som klassificeras som särskilda språk av vissa forskare.

### Västhindidialekter
- Khariboli eller sarhindi, som talas i västra Uttar Pradesh och Delhiområdet, är den dialekt som bildar grunden för standardhindi. Den förstås och talas över hela Indiska halvön, från Afghanistan (urdu), vid gränserna till Iran (urdu), till Burmas gränser, och är förstådd i Sri Lanka i söder. Den är Indiska halvöns lingua franca, oberoende av politiska gränser eller officiella politiska beslut. Denna dialekt, som har många lånord från sanskrit, används i hindispråkig radio och nyheter.
- Rajasthani, som mestadels talas i delstaten Rajasthan, består av flera nämnvärda underdialekter:
  - Marwari
  - Bagri
  - Mewati
  - Mewari
  - Dhundhari
  - Shekhawati
- Braj Bhasha, i ett vagt definierat område i nordcentrala Indien med centrukm i Mathua
- Bundeli, som mestadels talas i Bundelkhandområdet och Jhansidistriktet i Uttar Pradesh
- Hariyanvi, bangaru eller jatu, som främst talas i delstaten Haryana
- Kanauji, som främst talas i Kannauj i Uttar Pradesh
- Bambaiya hindi, dialekten i staden Bombay (Mumbai), är grunden för språket i många populära Bollywoodfilmer

### Östhindidialekter
- Purabia, den östhindidialekt som har sitt centrum i den hinduiska heliga staden Varanasi i Uttar Pradesh, har starkt inflytande på det sanskritiserade lärda ordförrådet i standardhindi.
- Chhattisgarhi (ibland stavat "Chattisgarhi" och även känt som lahariya eller khalwahi), som främst talas i den nyligen bildade delstaten Chhattisgarh
- Bagheli (eller baghelkhandi), som främst talas i Baghelkhandområdet i delstaten Madhya Pradesh
- Awadhi, som främst talas i centrala Uttar Pradesh, det område som tidigare utgjorde kungariket Awadh eller "Oudh"
  - Fijiansk hindustani, en form av awadhi som talas av fijianer av indisk härkomst
- Bihari, som främst talas i delstaten Bihar, är i sin tur indelad i flera huvudsakliga dialekter:
  - Angika
  - Bhojpuri
  - Sarnami - en form av bhojpuri med inflytande från awadhi, som talas av surinamier av indisk härkomst
  - Maithili, nu ett officiellt språk i Bihar
  - Magahi
  - Vajjika

Dessa dialekter uppvisar en mångfald influenser, däribland från de angränsande iranska, dravidiska och tibetoburmanska språken.

## Ljud
Hindi skrivs med devanagari-alfabetet som även används för sanskrit. Detta alfabet kan transkriberas på olika sätt; det vanligaste kanske är IAST (International Alphabet of Sanskrit Transliteration), ett system som är avsett för att transkribera sanskrit men som alltså även används för hindi. Några av IAST-symbolerna har ett lite annorlunda ljudvärde i sanskrit; i denna artikel beskrivs hindiuttalet.

### Vokaler
Hindi har följande vokalfonem:
| IAST | IPA | beskrivning                                                                 |
| ---- | --- | --------------------------------------------------------------------------- |
| a    | ə   | Schwa (ö-liknande vokalmummel. Uttalas i hindi ofta svagt eller inte alls.) |
| a    | ɑː  | Långt a-ljud.                                                               |
| i    | i   | Kort i-ljud.                                                                |
| i    | iː  | Långt i-ljud.                                                               |
| u    | u   | Kort o-ljud.                                                                |
| u    | u   | Långt o-ljud.                                                               |
| ṛ    | ɻˌ  | Som engelskt r, men stavelsebildande.                                       |
| e    | eː  | Långt e-ljud.                                                               |
| ai   | æː  | Långt ä-ljud.                                                               |
| o    | οː  | Långt slutet å-ljud.                                                        |
| au   | ɔː  | Långt öppet å-ljud.                                                         |

### Konsonanter
Hindi, liksom sanskrit och många andra indiska språk, är lite speciellt därigenom att man skiljer på både tonande/tonlösa och oaspirerade/aspirerade klusiler. Av exempelvis bilabiala klusiler finns alltså både p, ph, b och bh. Ett annat typiskt indiskt drag är att man har en särskild uppsättning retroflexa konsonanter som uttalas med tungspetsen böjd uppåt mot gommen, och dessa konsonanter ska skiljas från de dentala som är ganska lika men som liksom på svenska uttalas med tungspetsen mot framtändernas baksida.
| IAST | IPA | beskrivning                                      |
| ---- | --- | ------------------------------------------------ |
| k    | k   | Oaspirerat k-ljud.                               |
| kh   | kh  | Aspirerat k-ljud.                                |
| g    | g   | Oaspirerat g-ljud.                               |
| gh   | gɦ  | Aspirerat g-ljud.                                |
| ṅ    | ŋə  | Äng-ljud.                                        |
| c    | tʃ  | Oaspirerat palatalt t-ljud.                      |
| ch   | tʃh | Aspirerat palatalt t-ljud.                       |
| j    | dʒ  | Oaspirerat palatalt d-ljud.                      |
| jh   | dʒɦ | Aspirerat palatalt d-ljud.                       |
| ñ    | ɲ   | Palatalt n-ljud.                                 |
| ṭ    | ʈ   | Oaspirerat retroflext t-ljud.                    |
| ṭh   | ʈh  | Aspirerat retroflext t-ljud.                     |
| ḍ    | ɖ   | Oaspirerat retroflext d-ljud.                    |
| ḍh   | ɖɦ  | Aspirerat retroflext d-ljud.                     |
| ṇ    | ɳ   | Retroflext n-ljud.                               |
| t    | t   | Oaspirerat t-ljud.                               |
| th   | th  | Aspirerat t-ljud.                                |
| d    | d   | Oaspirerat d-ljud.                               |
| dh   | dɦ  | Aspirerat d-ljud.                                |
| n    | n   | N-ljud.                                          |
| p    | p   | Oaspirerat p-ljud.                               |
| ph   | ph  | Aspirerat p-ljud.                                |
| b    | b   | Oaspirerat b-ljud.                               |
| bh   | bɦ  | Aspirerat b-ljud.                                |
| m    | m   | M-ljud.                                          |
| y    | j   | J-ljud.                                          |
| r    | r   | Drillande r-ljud.                                |
| l    | l   | L-ljud.                                          |
| v    | ʋ   | Mellanting mellan v och w.                       |
| ś    | ʃ   | Tje-ljud.                                        |
| ṣ    | ʂ   | Sje-ljud.                                        |
| s    | s   | S-ljud.                                          |
| h    | h   | H-ljud.                                          |
| ṃ    |     | Stumt, men anger att föregående vokal nasaleras. |
| ḥ    | h   | Bakre h-ljud i slutet av ord.                    |

I lånord från persiska, arabiska och andra språk förekommer dessutom följande konsonanter:
| IAST | IPA         | beskrivning                         |
| ---- | ----------- | ----------------------------------- |
| q    | q           | Tonlös uvular klusil.               |
| kh   | χə eller xə | Tonlös velar frikativa.             |
| ġ    | ʁə eller ɤə | Tonande velar frikativa.            |
| z    | z           | Tonande s-ljud.                     |
| ṛ    | ɽ           | Oaspirerad tonande retroflex flapp. |
| ṛh   | ɽɦ          | Aspirerad tonande retroflex flapp.  |
| f    | f           | F-ljud.                             |

### Stavelsestruktur och betoning
Hindi har betoningsaccent, men den är inte lika viktig som i till exempel engelskan. Stavelser i hindi kan vara korta (K)V, långa (K)VX, eller överlånga (K)VXX (där X=konsonant eller vokal, och lång vokal och konsonant betecknas VV och KK). Om ordet innehåller en eller flera överlång(a) stavelse(r) faller trycket på den sista överlånga stavelsen. Om inte faller trycket på den långa stavelse som är längst till höger (sista stavelsen ej inräknad). Om ordet bara har lätta stavelser faller trycket på den sista stavelsen. Schwa-ljudet / ə / har en stark tendens att försvagas till intet (synkoperas) i tonsvag stavelse.

## Grammatik
Hindi är ett subjekt-objekt-verb-språk, det vill säga att verben vanligen kommer sist i satsen. Hindi är delvis ergativt, vilket innebär att verb i vissa fall kongruerar med objektet i stället för med subjektet. Hindi har ingen bestämd artikel. Räkneordet ek kan användas som obestämd artikel i singular om denna behöver betonas.
Hindi använder postpositioner. Det direkta och indirekta objektet bildas med ko: बच्चे को दूध दीजिए | Bacce ko dūdh dījie. (ordagrant: Barn-till mjölk ge.) Ge barnet mjölk.
Överhuvudtaget använder hindi postpositioner i stället för prepositioner:
मकान में सात कमरे हैं | Makān meṃ sāt kamare haiṃ. (ordagrant: Hus-i sju rum finns.) I huset finns sju rum.

### Genus och numerus
Hindi har två genus för substantiv; maskulinum och femininum. Det finns två numerus; singular och plural.

### Kasus
Hindi använder kasusböjning i begränsad omfattning och substantivs roll i en sats anges vanligtvis genom postpositioner. För substantiv och adjektiv finns två kasus, direkt kasus, som används för substantiv som inte följs av postpositioner, oblikt kasus, som används för substantiv so följs av postposition. Adjektiven kongruerar med substantiven till kasus. Vissa substantiv har dessutom vokativkasus.
Det är typiskt för hindi att man bildar genitiv med possessivartkeln ka (maskulinum)/ ki (femininum)/ ke (plural):
उस आदमी का बेटा विद्यार्थी है | Us ādamī kā beṭā vidyārthī haiṃ. (ordagrant: denne mans hans son student är)
Denne mans son är student.

### Pronomen
Hindis pronomen i första, andra och tredje person har ingen genusåtskillnad. Pronomenet i tredje person är egentligen det samma som det demonstrativa pronomenet. Verbets böjning visar vanligen skillnaden i genus. Pronomen har fler kasus än substantiv, nämligen även ackusativ och genitiv.

### Ordföljd
Standardordföljden i hindi är subjekt-objekt-verb, men för att åstadkomma ändrad betoning eller mer komplex struktur kan denna regel lätt åsidosättas.
Den vanliga ordföljden i en sats är 
1. Subjekt 
 2. Adverb (i deras standardföljd) 
 3. Indirekt objekt med eventuell bestämning 
 4. Direkt objekt med eventuell bestämning 
 5. Eventuell negationsterm eller interrogativ, och slutligen 
 6. Verb med eventuella hjälpverb. (Snell, s.93)

### Tempus, aspekt och modus i verbsystemet
Hindis verbstruktur fokuserar på aspekt och distinktioner grundade på tempus uttrycks vanligen med verbet honā (att vara) som hjälpverb. Det finns tre aspekter: imperfektiv, progressiv och perfektiv. Det finns tre enkla tempus: presens, dåtid, futurum och konjunktiv (som beskrivs som ett modus av många lingvister). Verben böjs inte bara efter numerus och person utan även efter genus. Hindi har dessutom modus imperativ och konditionalis. Verben böjs ofta med hjälpverb. Exempelvis bildas pågående form med hjälpverbet rahna (att vara i färd med). Hjälpverbet står efter huvudverbet:
लड़के बग़ीचे में खेल रहे हैं
Laṛke baġīce meṃ khel rahe haiṃ
”Pojkarna leker i trädgården”
Ordagrant: ”Pojkar trädgård-i leka är i färd med”